# Monos Jinetes

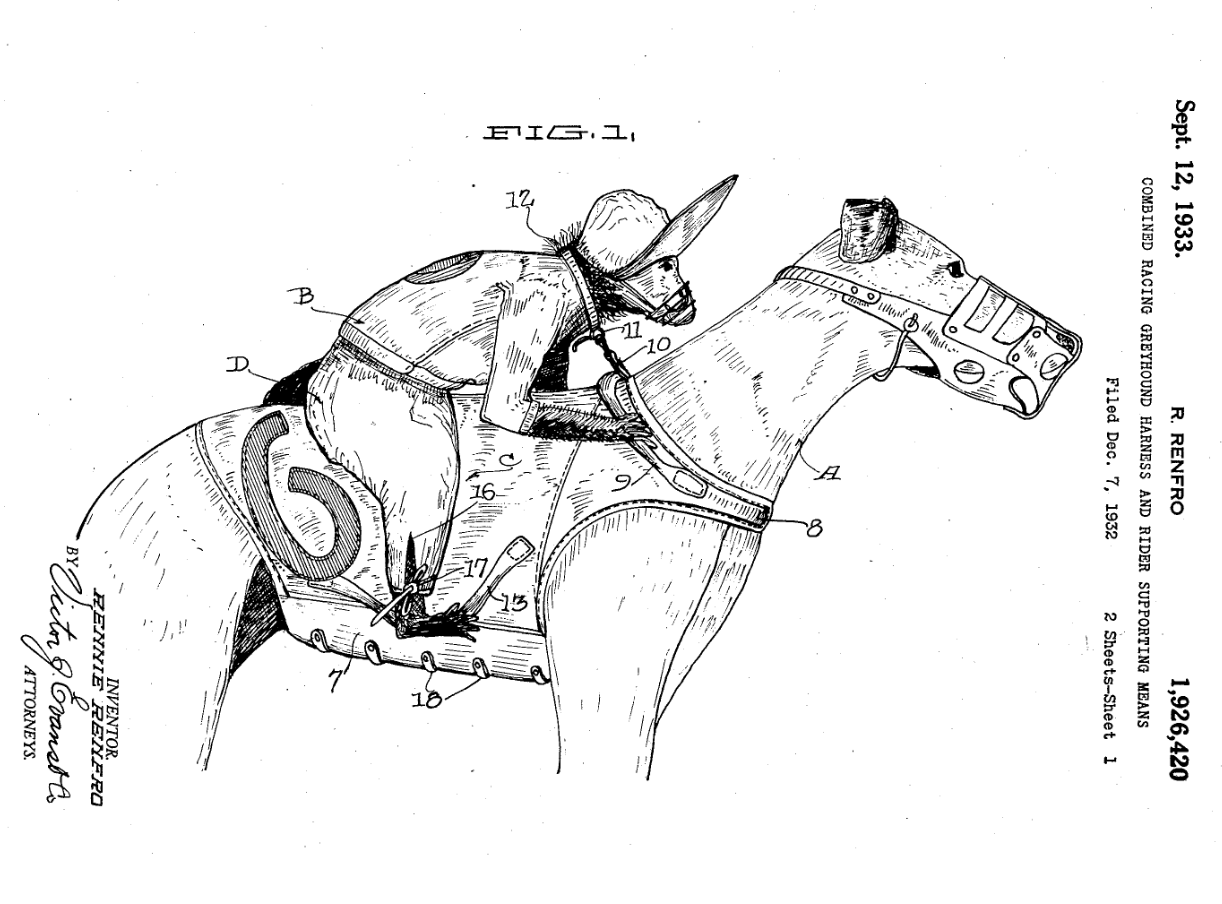
Una patente para una silla de montar para un mono jinete.

Los jinetes de galgos o monos jinetes eran monos capuchinos entrenados para montar perros de carreras como deporte en pistas de 500 metros.
El uso de monos como jinetes en carreras de galgos fue registrado en Sídney en el hipódromo de Shepherd's Bush en Mascot, Sídney, Australia, en 1927 y 1928. Todavía se usaban monos jinetes en carreras de galgos en 1938 en Victoria, Australia y en Juárez, México hasta la década de 1970.
En los Estados Unidos, se dice que las carreras de galgos con monos comenzaron en 1930 como una moda pasajera en Palm Beach, Florida, concebida por Loretta y Charlie David. La pareja obtuvo 12 hembras de mono capuchino y durante un período de dos años los entrenenaron para montar perros de carreras de galgos en sillas de montar especialmente diseñadas. Esta locura continuó en los Estados Unidos hasta finales de la década de 1930, cuando la Sociedad Humana de los Estados Unidos se quejó, perdiendo finalmente el público el interés acerca de estas carreras.